# Philodromus cinerascens
Philodromus cinerascens là một loài nhện trong họ Philodromidae.
Loài này thuộc chi Philodromus. Philodromus cinerascens được Octavius Pickard-Cambridge miêu tả năm 1885.